# Artur II Bretoński
Artur II (ur. 2 lipca 1262, zm. 27 sierpnia 1312 w Château de L'Isle), książę Bretanii, najstarszy syn księcia Jana II i Beatrycze, córki Henryka III Plantageneta, króla Anglii.
Władzę w Bretanii objął po śmierci ojca w 1305 r. Swojemu młodszemu bratu Janowi przekazał angielski tytuł parowski hrabiego Richmond. Jako książę Bretanii prowadził niezależną od Francji politykę. Podzielił kraj na osiem okręgów – Leon, Kernev, Landreger, Penteur, Gwened, Naoned, Roazhon i Sant Malou. W 1309 r. zwołał pierwsze stany generalne, zalążek bretońskiego parlamentu. Po raz pierwszy uczestniczyli w nich przedstawiciele stanu trzeciego.
W 1275 r. Artur poślubił Marię, wicehrabinę de Limoges (1260 – 1291), córkę Gwidona VI, wicehrabiego de Limoges, i Małgorzaty, pani de Molinot, córki Hugona IV, księcia Burgundii. Artur i Maria mieli razem trzech synów:
- Jan III Dobry (8 marca 1286 – 30 kwietnia 1341), książę Bretanii
- Gwidon (1287 – 16 marca 1331), hrabia de Penthievre
- Piotr (1289 – 1312), pan d'Avesnes

W maju 1294 r. książę poślubił Jolantę (ok. 1265 – 2 sierpnia 1330), wdowę po królu Szkocji Aleksandrze III, córkę Roberta IV, hrabiego de Dreux, i Beatrycze, córki Jana, hrabiego de Montfort. Artur i Jolanta mieli razem syna i pięć córek:
- Joanna (1294 – 24 marca 1364), żona Roberta Flandryjskiego, hrabiego Marle
- Jan IV (1295 – 16 września 1345), książę Bretanii
- Beatrycze (1295 – 9 grudnia 1384), żona Gwidona X, pana de Laval
- Alicja (1297 – maj 1377), żona Boucharda VI, hrabiego de Vendôme
- Blanka (18 lipca 1300 – zm. niedługo później)
- Maria (1302 – 24 maja 1371), zakonnica w Poissy

Artur zmarł w 1312 r. Został pochowany w klasztorze w Vannes. Jego grób został sprofanowany podczas rewolucji francuskiej. Później został jednak odrestaurowany.